# Eelco Abel Wijdicks
Eelco Abel (Eelco) Wijdicks (Amsterdam, 10 maart 1895 – Breda, 30 mei 1967) was een Nederlandse kolonel der infanterie en bondsbestuurder bij de K.N.V.B.

## Militaire carrière
Wijdicks werd geboren in Amsterdam. Zijn vader, Abel Wijdicks, was officier der cavalerie. Na de lagere en middelbare school in Amsterdam te hebben gevolgd, werd hij in 1911 vrijwillig soldaat bij de Koninklijke  Landmacht. Wijdicks ging op 16-jarige leeftijd naar het Instructie Bataljon te Kampen om daarna te worden geplaatst in het 5e Regiment Infanterie. In de periode 1917-1918 vervolgde hij zijn militaire loopbaan aan de Hoofdcursus te Kampen, om na twee jaren af te studeren als tweede luitenant der Infanterie.
Na zijn afstuderen werd Wijdijks in 1919 overgeplaatst naar het 17e Regiment Infanterie te 's-Hertogenbosch, onder bevel van luitenant-kolonel-commandant H.J.L. Kroon. Op 16 september 1923 volgde zijn bevordering tot eerste luitenant en bleef hij tot 31 december 1928 bij het 17e, inmiddels gestationeerd te Venlo. Wijdicks werd per 1 januari 1929 overgeplaatst naar het 6e Regiment Infanterie te Breda, waarover hij later ook het bevel zou krijgen.
Van 1 juni 1935 tot 7 juli 1938 diende hij op de S.R.O.I. (School voor Reserve Officieren) aan de Koninklijke Militaire Academie te Breda. Na zijn bevordering tot kapitein keerde hij terug bij het 6e Regiment Infanterie, om aldaar, vlak voor de Duitse bezetting van Nederland, deel te nemen aan de Peel-Raamstelling, de Nederlandse verdedigingslinie.
Direct na de bezetting van Nederland werd Wijdicks, net als alle andere officieren in Nederland, per 15 juli 1940 door de bezetter op non-actief gesteld.
Op 15 mei 1942 werd Wijdicks krijgsgevangen genomen tijdens zijn meldplicht te Roermond en verbleef hij tot 1945 in Kamp Neubrandenburg, Kamp Langwasser en Kamp Stanislau. Hij was een van de bijna 200 Nederlandse overlevenden en keerde terug in Nederland met hulp van een van zijn kinderen.
Na de oorlog kreeg Wijdicks de leiding over de Cort Heyligerskazerne te Bergen op Zoom, als commandant van het 3e Infanterie Depot aldaar, waarna hij in 1948, na kort na elkaar bevorderd te worden tot majoor en vervolgens tot luitenant-kolonel, commandant van het 7e Infanterie Depot op de Willem I Kazerne in 's-Hertogenbosch werd. Een jaar later werd Wijdicks belast met de afwikkeling van de reorganisatie bij de infanterie, waarna het 7e Infanterie Depot bij de Regiment Limburgse Jagers werd gevoegd.
In hetzelfde jaar, 1949, werd hij op 1 oktober commandant van zowel het 3e Infanterie Depot als het 5e Regiment Infanterie, waarna hij na een reorganisatie, vanaf 1 juli 1950 belast werd met de functie van commandant van het Regiment Infanterie Oranje Gelderland.

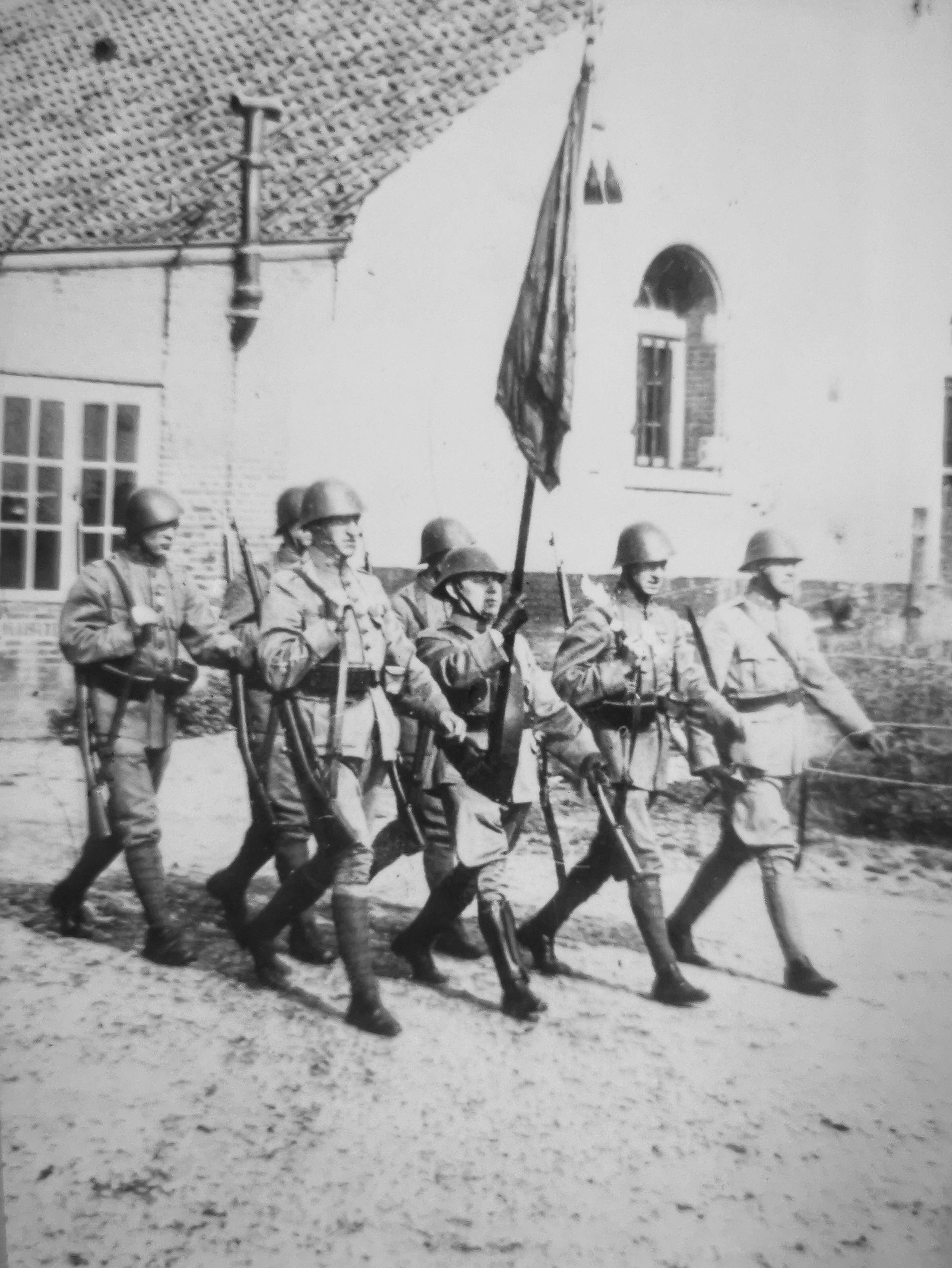
E.A. Wijdicks (rechts) bij het 6e R.I. te Breda

In 1951, zijn laatste jaar in militaire dienst, werd bij bevorderd tot Kolonel der Infanterie, waarna hij op 1 mei van dat jaar op eigen verzoek, naar veertig jaren dienst, eervol werd ontslagen.

## Bestuurlijke carrière
Na, in militair verband, kennis te hebben gemaakt met de voetbalsport, werd Wijdicks op 4 augustus 1936 tot voorzitter van de R.K.V.B. Bisdom Breda gekozen, waar hij tevens, op uitnodiging van het Nederlandse Hoogwaardig Episcopaat, als lid van de Nationale Commissie voor Katholieke Sportbeoefening de uitbreiding van katholiek georganiseerde sporten en samenwerking van katholieke met niet-katholieke sportorganisaties overzag. Na het leiden van een reorganisatiecommissie binnen de R.K.F. in 1940 werd door de Duitse bezetter al snel de federatie en bonden opgeheven.
Na de bevrijding van Nederland en zijn terugkeer uit krijgsgevangenschap werd Wijdicks in 1946 benoemd tot lid van het bondsbestuur van de K.N.V.B., voorzitter van de strafcommissie amateurvoetbal aldaar en tevens lid van het bestuur van het District IV der K.N.V.B.

## Overige bestuurlijke functies
Op 13 oktober 1937 richtte de Gemeente Breda het Bureau voor Medische Sportkeuring op, waar Wijdicks in het bestuur plaatsnam als toenmalig afgevaardigde van de R.K.V.B. Van 11 oktober 1951 tot 31 december 1966 was Wijdicks actief als voorzitter voor de Gemeentelijke Sportstichting Breda, waar hij van groot belang is geweest van de aanleg van alle sportparken en terreinen in de gemeente Breda, zoals onder andere het Sportcentrum Breda van architect Joost Margry, het Sportpark De Blauwe Kei en de sportcomplexen van A.V. Sprint, BH & BC Breda en BNMHC Zwart-Wit.
Wijdicks sloot zich, na zijn militaire carrière, enige jaren aan bij de Bescherming Bevolking als kringhoofd van Kring 1 Vught. Ook was hij geruime tijd actief als voorzitter van de Oranjevereniging van de gemeente Ginneken en Bavel.

## Persoonlijk en overlijden
Eelco Wijdicks werd geboren in Amsterdam op 10 maart 1895, als de helft van een tweeling. Zijn tweelingzus Geessien overleed op 29 januari 1897. Zijn vader, officier Abel Wijdicks aan de Cavelleriekazerne te Amsterdam, overleed een jaar nadien, op slechts 30-jarige leeftijd. Wijdicks trouwde in Tilburg op 26 juni 1922 en kreeg negen kinderen. Eelco Wijdicks overleed op 72-jarige leeftijd in Breda en werd aldaar begraven onder grote publieke belangstelling. Ook stonden vele nationale kranten stonden stil bij zijn overlijden.

## Onderscheidingen en medailles
Wijdicks werd in zijn loopbaan meerdere malen onderscheiden:
- Officier in de Orde van Oranje-Nassau Orde van Oranje-Nassau[28]
- Officierskruis, cijfer XXX[29]
- Mobilisatie-Oorlogskruis